# 吳烱
吳烱（1554年—1630年），字晉明，號懷野，南直隶松江府華亭縣人。明朝政治人物。

## 生平
吳烱六歲喪父，與母親朱氏相依為命，刻苦讀書。萬曆七年（1579年）己卯科应天府乡试第一百二十八名，萬曆八年庚辰科会试第一百五十八名，未殿试，十七年（1589年）成己丑科三甲第一百二十六名進士，大理寺觀政，本年授浙江杭州府推官，平反冤獄。二十二年入為南京兵部主事，本年养病。家居十二年，起复原官，歷兵部车驾司主事，萬曆三十七年（1609年）六月改任光禄寺丞，四十年四月升遷南京光禄寺少卿，四十三年九月升南京太僕寺少卿，未上任，乞假歸里。他多次捐赠银两助边，得到嘉奖。
天啓二年（1622年），升南京太常寺少卿，五年五月，魏忠賢一黨之石三畏追論其偏袒東林顧憲成，被撤職閒住。
崇禎初年，復官。卒年七十七。朝廷賜祭葬，祀鄉賢。《明史》有傳。 

## 著作
有《周易繹旨》8卷、《五經質疑》、《吳生叢語》12卷等。

## 家族
曾祖吴祯。本生祖父吴轸，祖父吴松。父亲吴穑，庠生；母朱氏。叔父吳丕顯，字希文，號惺宇，吴軫子，為隆慶元年(1567年）舉人；從侄吳志葵，官吴淞总兵，為明末江南抗清名將；從侄吳履震著有《五茸志逸》。